# Perneszy János (kanizsai lovaskapitány)

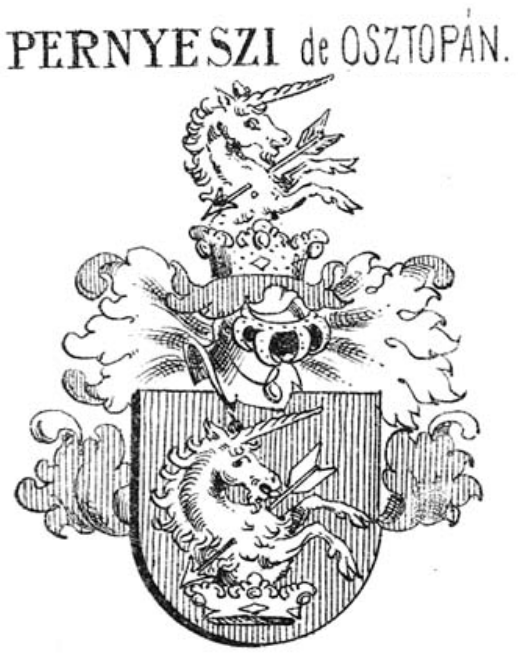
Az osztopáni Perneszy család címere.

Osztopáni Perneszy János (fl. 1577–†1606) Zala vármegye alispánja, országgyűlési követe, nagykanizsai lovaskapitány, a zalalövői véghely főkapitánya 1591 és 1606 között, földbirtokos.

## Élete
A tehetős nemesi osztopáni Perneszy család leszármazottja. Édesapja osztopáni Perneszy András (fl. 1550–†1590), felsőlendvai lovaskapitány, Tolna és Baranya, majd Zala és Vas vármegye alispánja, földbirtokos, édesanyja polyanai Brodarics Katalin (fl. 1561–1573). Az apai nagyszülei osztopáni Perneszy István (fl. 1505-1523), földbirtokos és Gerzsenyei Magdolna (fl. 1523) asszony voltak. Az anyai nagyapja polyanai Brodarics Mátyás (fl. 1516-1549), királyi kamarás, Máramarosi sókamaraispán, aki Brodarics István kancellárnak fivére volt; anyai nagyanyja Brodarics Mátyásné csébi Pogány Sára (fl. 1535-1567) asszony volt. Apai ükapja osztopáni Perneszy Pál, a Magyar Királyság alnádora 1447 és 1460 között, Garai László nádor főfamiliárisa volt. Fivére osztopáni Perneszy György, keszthelyi várnagy.
Perneszy János fiatal korában 1577-ben Kiskomáromban katonáskodott, majd 1581-ben kanizsai lovaskapitány lett. Zala vármegye alispánja volt 1596. január 2-ától 1601. február 3-áig. Alispánsága alatt három ízben országgyűlési követté választották: 1598. január 7-én, 1600. február 2-án, és 1601. február 3-án.
Apja Perneszy András halála után 1596-ban gyermekei egyenlő arányban osztoztak a zalalövői váron. A családi zalalövői erődítményt örökölte, és vele együtt a zalalövői kapitányi címet is. 1600-ban, Perneszy János zalai alispán kérésére, a vármegye levelet írt a magyar királynak panaszt emelvén, azért mert 10 kanizsai gyalogos és a kapitányuk gyalázatosan viselkedtek a zalalövői erődítményben, valamint háborgatták az erődben élőket.

## Házassága és leszármazottjai

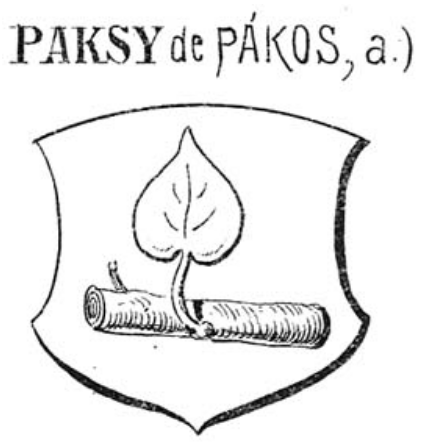
A pákosi Paksy család címere

Feleségül vette a Rátót nemzetségbeli pákosi Paksy Katalin (fl. 1599) úrhölgyet, akinek a szülei pákosi Paksy Jób (fl. 1549-1588), a Tokaj királyi várának kapitánya, földbirtokos, huszártiszt, törökverő katona, aki 1552-ben Eger vára ostroma alatt az egyik védője volt, valamint a bajnai Both családnak a sarja, bajnai Both Margit (fl. 1561–1573) voltak. Paksy Katalin apai nagyszülei pakosi Paksy Pál (fl. 1486–1489), földbirtokos és beregszói Hagymássy Jusztina (fl. 1520) voltak; Paksy Katalin anyai nagyszülei bajnai Both György (fl. 1508–†1552), zalai adószedő, hadvezér, zalai földbirtokos és háshágyi Háshágyi Borbála (fl. 1561) voltak. Paksy Katalinnak az apai nagyapai dédszülei Paksy Lajos (fl. 1479-1489), diósgyőri várnagy, földbirtokos, és parlagi Parlaghy Lúcia (fl. 1521) voltak. Paksy Katalinnak az anyai nagyapai dédszülei bajnai Both Ferenc (fl. 1492–†1526), földbirtokos és németújvári Batthyány Ágnes (fl. 1508–1526) voltak. Paksy Katalinnak az anyai nagyanyai dédszülei Háshágyi Dénes (fl. 1483–1536), a nagykanizsai várnagy, országgyűlési követ, földbirtokos és kányaföldi Kerecheny Katalin (fl. 1538–1545) voltak. Perneszy János feleségétől született:
- osztopáni Perneszy István (fl. 1612), földbirtokos. Felesége: Bellavics Borbála (fl. 1654 özvegyasszonyként).[4]
- osztopáni Perneszy Ferenc (fl. 1606–†1651), Zala és Somogy vármegyék alispánja, országgyűlési követe, a lövői várkapitány. Felesége: Szombathelyi Zsófia.
- osztopáni Perneszy Pál (fl. 1612), földbirtokos.
- osztopáni Perneszy Katalin (fl. 1654).
- osztopáni Perneszy Anna (fl. 1654).